# جوئل اس. انگل
جوئل اس. انگل (انگلیسی: Joel S. Engel؛ زادهٔ ۴ فوریهٔ ۱۹۳۶) مهندس اهل ایالات متحده آمریکا است.
وی همچنین برندهٔ جوایزی همچون مدال الکساندر گراهام بل آی‌تریپل‌ئی، عضو پیوسته انجمن مهندسان برق و الکترونیک، جایزه چارلز استارک دراپر، و مدال ملی فناوری و نوآوری شده‌است.